# Andrographis stellulata
Andrographis stellulata är en akantusväxtart som beskrevs av C. B. Cl.. Andrographis stellulata ingår i släktet Andrographis och familjen akantusväxter. Inga underarter finns listade i Catalogue of Life.